# Gniezno (Białoruś)
Gniezno, Hniezno (biał. Гнезна, Hniezna; ros. Гнезно, Gniezno) – agromiasteczko na Białorusi, w rejonie wołkowyskim obwodu grodzieńskiego, nad rzeką Nietupą, dopływem rzeki Roś, około 7 km na południowy zachód od Wołkowyska. Siedziba sielsowietu.
Siedziba rzymskokatolickiej parafii św. Michała Archanioła w Gnieźnie.

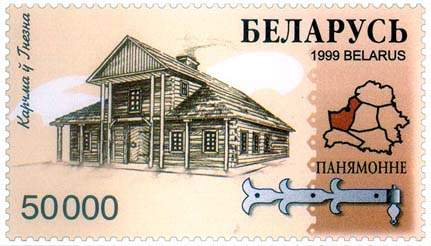
Karczma w Gnieźnie na białoruskim znaczku z 1999 roku

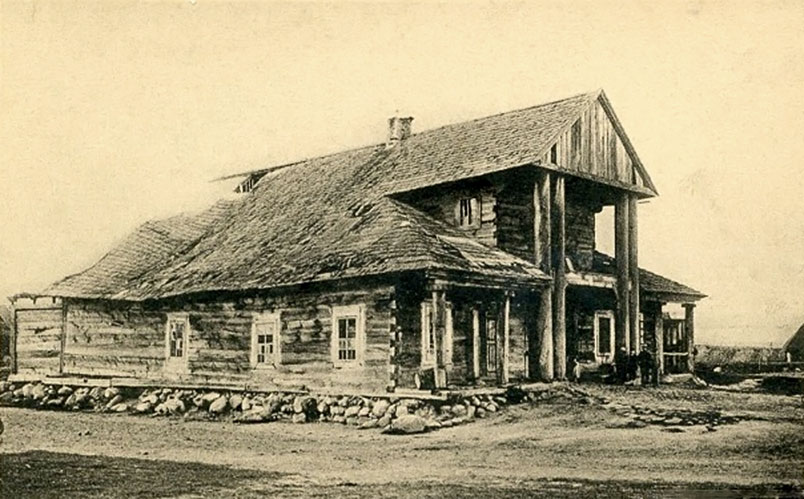
Karczma, stan przed 1939 rokiem

## Historia
Pierwsze wzmianki o Gnieźnie pochodzą z XV wieku. Był wtedy własnością Moniwidów. W 1449 roku król Kazimierz Jagiellończyk sprzedał te dobra Mikołajowi Waszczyłowiczowi (Waszwyłowiczowi). Późniejszymi właścicielami dóbr gnieźnieńskich byli Szemiotowie herbu Łabędź. W latach 1524–1527 Jan i Elżbieta Szemiotowie wznieśli tu murowany, gotycki kościół pw. św. Michała Archanioła. Ich córka, Anna, wychodząc za Hieronima Chodkiewicza (1500–1561), kasztelana wileńskiego, wniosła Gniezno w wianie do rodziny Chodkiewiczów. Po śmierci Hieronima Gniezno dostała ich córka Halszka, która w latach 1574–1592 (1597), wraz z mężem Szczęsnym Hołowczyńskim rozsprzedała majątek Olendzkim i Okuniom. Jego część w 1592 (1597) roku nabył Piotr (lub Marcin) Okuń. W 1629 roku dobra te kupił Eustachy Kierdej, w rękach tej rodziny Gniezno znajdowało się do 1712 roku. Po prawdopodobnie bezpotomnej śmierci dziedzica Michała Kierdeja (wnuka Eustachego) w 1712 roku Gniezno przeszło na własność jego siostrzeńca Jerzego podpisującego się Stefanem Romera (1678–1773). Romerowie w 1730 roku wykupili od Olendzkich część majątku, tym samym scalając go do poprzedniej wielkości. Po Jerzym-Stefanie dziedziczył jego syn Franciszek. Po jego śmierci pod koniec XVIII wieku Gniezno dziedziczyli jego krewni po kądzieli. W 1817 roku Gniezno było własnością Franciszka i Anny z Biegajłów Tarasowiczów herbu Krzywda. W drugiej połowie XIX wieku dziedzicem na Gnieźnie był Julian Kazimierz Tarasowicz (1859–1911). Rodzina Tarasowiczów władała Gnieznem do 1937 roku (Paweł Tarasowicz w 1930 roku był właścicielem majątku o powierzchni 1371 ha), gdy sprzedano go Kazimierzowi i Julii z Turskich Straszewskim. Mieszkali oni w Gnieźnie do października 1939 roku.

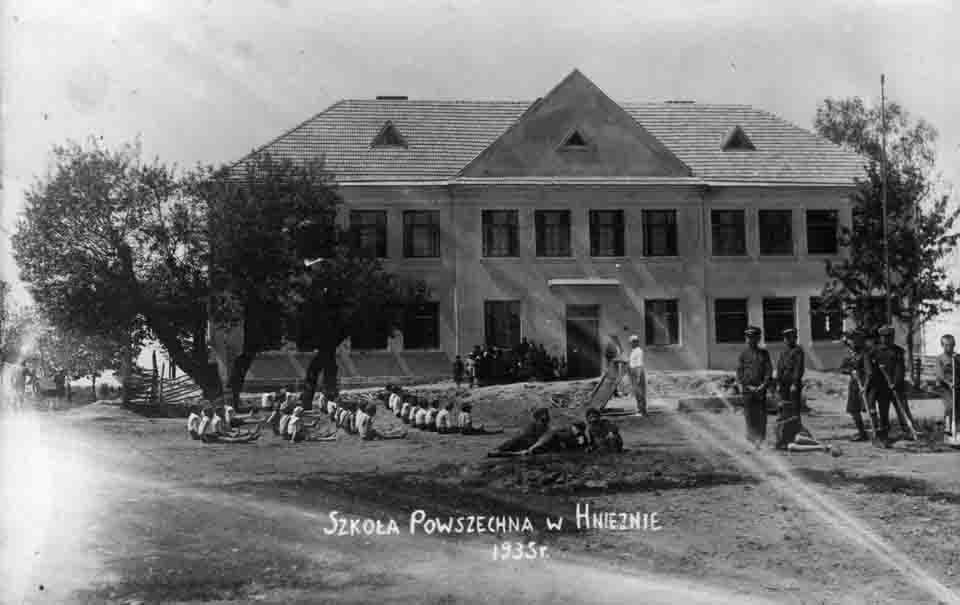
Szkoła powszechna w Gnieźnie w 1935 roku

Wieś szlachecka położona była w końcu XVIII wieku w powiecie wołkowyskim, w województwie nowogródzkim. W XVII–XIX wieku Gniezno miało status miasteczka. W 1812 roku Francuzi spalili je i zapewne istniejący tam dwór.
Po III rozbiorze Polski w 1795 roku Gniezno, wcześniej należące do powiatu wołkowyskiego województwa nowogródzkiego Rzeczypospolitej, znalazło się na terenie powiatu wołkowyskiego (ujezdu), wchodzącego w skład kolejno guberni: słonimskiej, litewskiej i grodzieńskiej Imperium Rosyjskiego. Po ustabilizowaniu się granicy polsko-radzieckiej w 1921 roku wieś wróciła do Polski, weszła w skład gminy Mścibów powiatu wołkowyskiego województwa białostockiego, od 1945 roku – była w ZSRR, od 1991 roku – na terenie Republiki Białorusi.

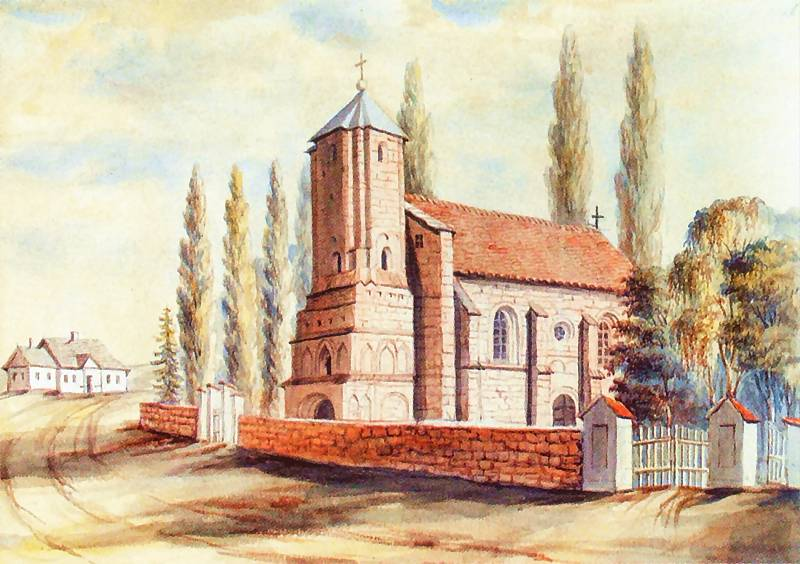
Kościół pw. św. Michała Archanioła w 1877 roku. Napoleon Orda, rysunek podmalowany akwarelą, ze zbiorów Muzeum Narodowego w Krakowie

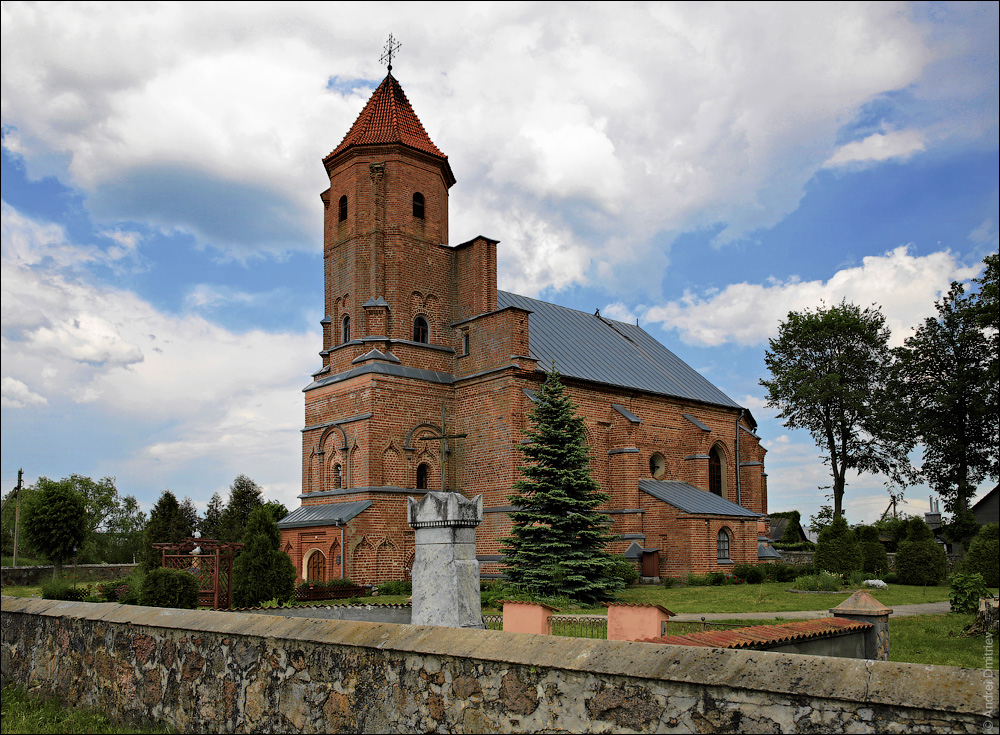
Kościół w 2014 roku

W XIX wieku we wsi działała wytwórnia wyrobów sukienniczych „Pines i Zabłudowski”, która w III ćwierci XIX wieku przeniosła się do Wołkowyska. Na jej miejscu powstały koszary (w zabudowaniach należących do Tarasowiczów). We wsi działała wtedy też gorzelnia.
Po zajęciu Gniezna przez Armię Czerwoną, w 1940 roku obniżono jego status do poziomu wsi i utworzono tu siedzibę sielsowietu. Obecnie ma status agromiasteczka.

## Kościół św. Michała Archanioła
Ponoć na miejscu kościoła istniała wcześniej świątynia pogańska, na jednej z cegieł ściany zewnętrznej wyciśnięta jest liczba 1121. Nie ma zgodności, czy może to być data. Jeszcze w XIX wieku za głównym ołtarzem znajdował się kamień z wydrążeniem, używany ponoć do palenia ofiar.
Wybudowany w 1527 roku katolicki kościół pw. św. Michała Archanioła w Gnieźnie był budynkiem w stylu późnego gotyku, z czerwonej, nieotynkowanej cegły.
Po wybudowaniu katolickiego kościoła Jan Szemiot przeszedł w 1555 roku na arianizm, przekształcając równocześnie kościół na zbór. W 1630 roku (albo 1643) Eustachy Kierdej, kupiwszy Gniezno, przywrócił świątynię kościołowi katolickiemu. W 1787 roku dobudowano zakrystię. W 1812 roku Francuzi spalili częściowo dach świątyni. W 1839 roku ponownie spaliły się drewniane elementy kościoła.
Kościół był remontowany w latach 1678, 1728, po 1812, 1844, 1890 i 1931–1932 (gruntowna restauracja). Około 1962 roku został zamknięty i około 1968 roku przekazany na magazyn tutejszemu sowchozowi. W 1989 roku przywrócony jako kościół katolicki.
Jest to świątynia jednonawowa, z masywną czworoboczną wieżą o ośmiobocznej wyższej kondygnacji nakrytej dachem namiotowym. Wejście ozdobione jest łukowatym portalem, otoczonym przez ostrołukowe nisze. Nisze ozdabiają też dolne elewacje wieży. Naroża górnej kondygnacji wzmacniają przypory. Potężne, schodkowe przypory wspierają też boczne ściany i prezbiterium. Kościół jest otoczony przez kamienny mur z bramą. Na przykościelnym cmentarzu znajdują się nagrobki okolicznych ziemian z XIX i XX wieku, w tym kapliczka grobowa Tarasowiczów.
Obiekt jest historyczno-kulturalnym zabytkiem Republiki Białorusi o numerze 412Г000096.

## Dwór Tarasowiczów
Na miejscu spalonego w 1812 roku dworu Tarasowicze wybudowali około 1835 roku nowy dom. Został wzniesiony na planie wydłużonego prostokąta. Jest to budynek parterowy. W jego środkowej części znajduje się piętrowy, trójosiowy portyk. Parterową część portyku tworzą cztery masywne czworograniaste filary połączone ze sobą ćwierćkolistymi arkadami. Górna część portyku tworzy taras ograniczony z boków trzema wąskimi zamkniętymi półkoliście arkadami. W części frontowej nad filarami usytuowane są w jednakowej od siebie odległości cztery toskańskie kolumny wspierające dekorowane tryglifowym fryzem belkowanie i trójkątny, gzymsowany fronton.

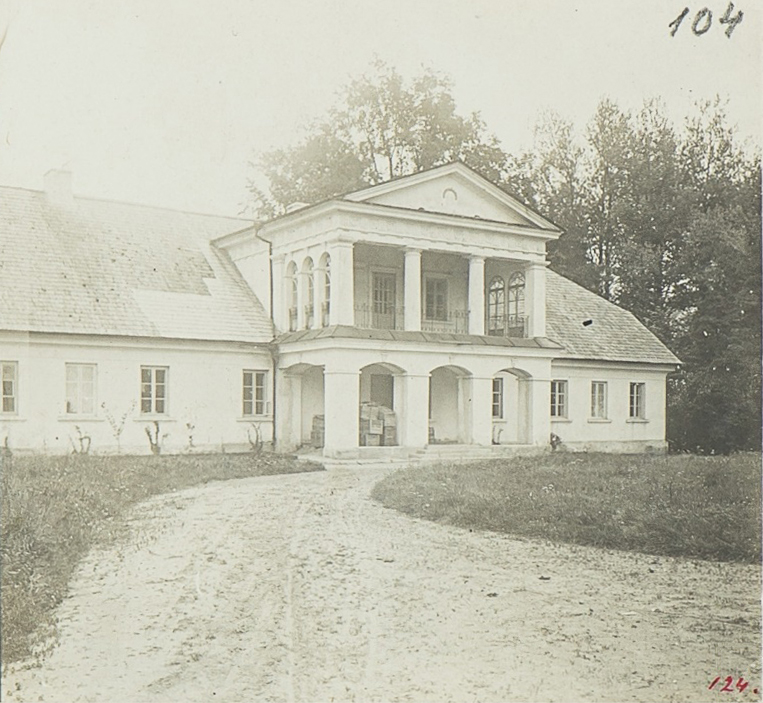
Dwór przed 1939 rokiem

Roman Aftanazy tak opisał wnętrza dworu: Układ wnętrz był w zasadzie dwutraktowy, ale nie symetryczny, z korytarzami w obu częściach parterowych. Pokoje miały wystrój skromny. W jednym z nich znajdował się kominek z kafli gdańskich w tonacji biało-szafirowej, naśladujących starą porcelanę, a w innym piec pokryty kaflami zielonymi, pochodzący z XVIII w. (...) Pomieszczenie o grubszych niż pozostałe ścianach i sklepieniu beczkowym, nazywano „skarbczykiem”. Dom miał posadzki parkietowe lub ze zwykłych desek z drewna miękkiego. Sala jadalna znajdowała się po lewej stronie hallu i miała ściany do połowy wysokości wyłożone ciemną dębową boazerią. Znaczną część traktu ogrodowego zajmował salon z trzema wychodzącymi na taras portfenetrami i jednym oknem.
Wśród mebli przed 1939 rokiem zwracały uwagę: duża kanapa w stylu Ludwika Filipa i wiklinowe plecione foteliki ze stołem. W sali jadalnej m.in. mahoniowa szafa gdańska, dębowy, rozsuwany stół oraz neorenesansowe krzesła, obite czarną, wytłaczaną skórą. W salonie, naprzeciw okien był kominek wyłożony białym marmurem. Z sufitu zwisał wenecki, szklany żyrandol, złożony z kwiatów w kolorach niebieskim, różowym i białym. W salonie znajdowało się wiele cennych mebli z epoki, wśród nich m.in.: komplet złożony z kanapy, sześciu krzeseł i czterech foteli, białych i złoconych, w stylu Ludwika XV, w tym samym stylu dwie bankietki (rodzaj kanapy) stojące między oknami, palisandrowa kanapka, kryta jedwabiem zielonym w złoty rzucik, palisandrowa komoda z czterema szufladami i dekoracjami ze złoconego brązu w stylu Ludwika XVI, wysoka, wąska szafka mahoniowa z dziewięcioma szufladami, z tego samego okresu, serwantka z początków XIX wieku, w której przechowywano m.in. zestaw figurek z saskiej porcelany z XVIII wieku. W rogu stały: fortepian Érarda z połowy XIX wieku i klawesyn z końca XVIII wieku. Na ścianach salonu, poza weneckim lustrem, wisiało wiele obrazów, m.in. Głowa Św. Piotra, szkoły włoskiej przypisywany Guido Reniemu, Chrystus w cierniowej koronie niosący krzyż, szkoły hiszpańskiej z XVII wieku, dwa holenderskie pejzaże z XVII wieku, olejne studium ruin rzymskich z obróconą tyłem do widza postacią kobiecą Henryka Siemiradzkiego, dwa szkice piórkiem Jana Matejki, z dedykacją dla Juliana Kazimierza Straszewskiego. Starsze meble i obraz przywiezione z Francji były spadkiem po Florianie Straszewskim, stolniku dobrzyńskim, 3xpradziadkiem Juliana Kazimierza.

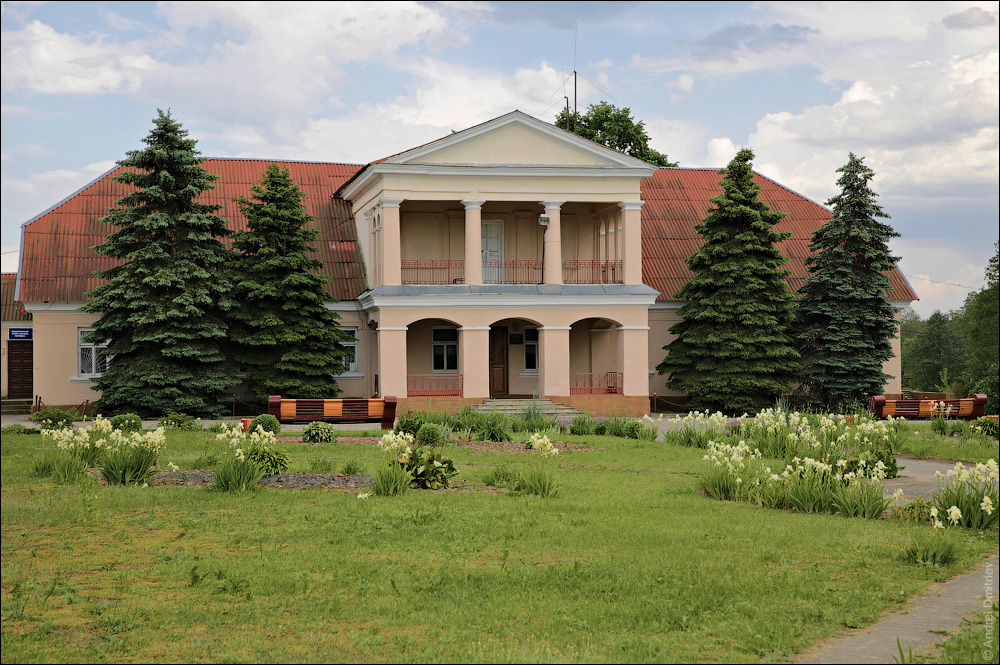
Dwór w 2014 roku

Przed domem był wielki kolisty trawnik, po obu jego stronach stały dwie identyczne, zachowane do dziś oficyny. Z drugiej strony domu był istniejący do dziś staw zasilany z rzeczki Nietupy. Dalej stały liczne zabudowania gospodarcze, w tym neogotycki XIX-wieczny lamus i stajnie. Całość była otoczona przez rozległy park, przechodzący w las, zwany „Bażantarnią” lub „Bażantownią” (tak oznaczono las na mapie WIG z 1933 roku, P36_S39_Wołkowysk, skala 1:100 000).
Przedwojenny układ wnętrz dworu, ich wystrój oraz wyposażenie nie zachowały się. Obecnie w budynku mieści się klub, biblioteka i siedziba sielsowietu.
Cały kompleks jest historyczno-kulturalnym zabytkiem Republiki Białorusi o numerze 413Г000097.
Majątek w Gnieźnie jest opisany w 2. tomie Dziejów rezydencji na dawnych kresach Rzeczypospolitej Romana Aftanazego.